# Io sono Malala
Io sono Malala è l'autobiografia di Malala Yousafzai, vincitrice del Premio Nobel per la Pace nel 2014. L'opera è stata scritta insieme alla corrispondente Christina Lamb, pubblicata in Italia da Garzanti nel 2013.

## Trama
Malala è un'attivista pakistana di quindici anni che ama andare a scuola per imparare a studiare, ma per i talebani questo suo desiderio deve essere punito con la morte. Per questo, il 9 ottobre 2012 un uomo sale sull'autobus che la stava riportando a casa e la mitraglia lasciandola in fin di vita, ma fortunatamente sopravvive. 
Da quel momento Malala diventa il simbolo universale della lotta per il diritto all'istruzione e alla cultura e per i diritti delle donne, fino ad arrivare a pronunciare un discorso durante l'Assemblea generale delle Nazioni Unite e ad ottenere il Premio Nobel per la pace.

## Edizioni
- Malala Yousafzai, Christina Lamb, Io sono Malala, Trad. dall'inglese di Stefania Cherchi, Garzanti Libri, 2013, ISBN 978-88-11-68279-0.